# Stretto di Hudson

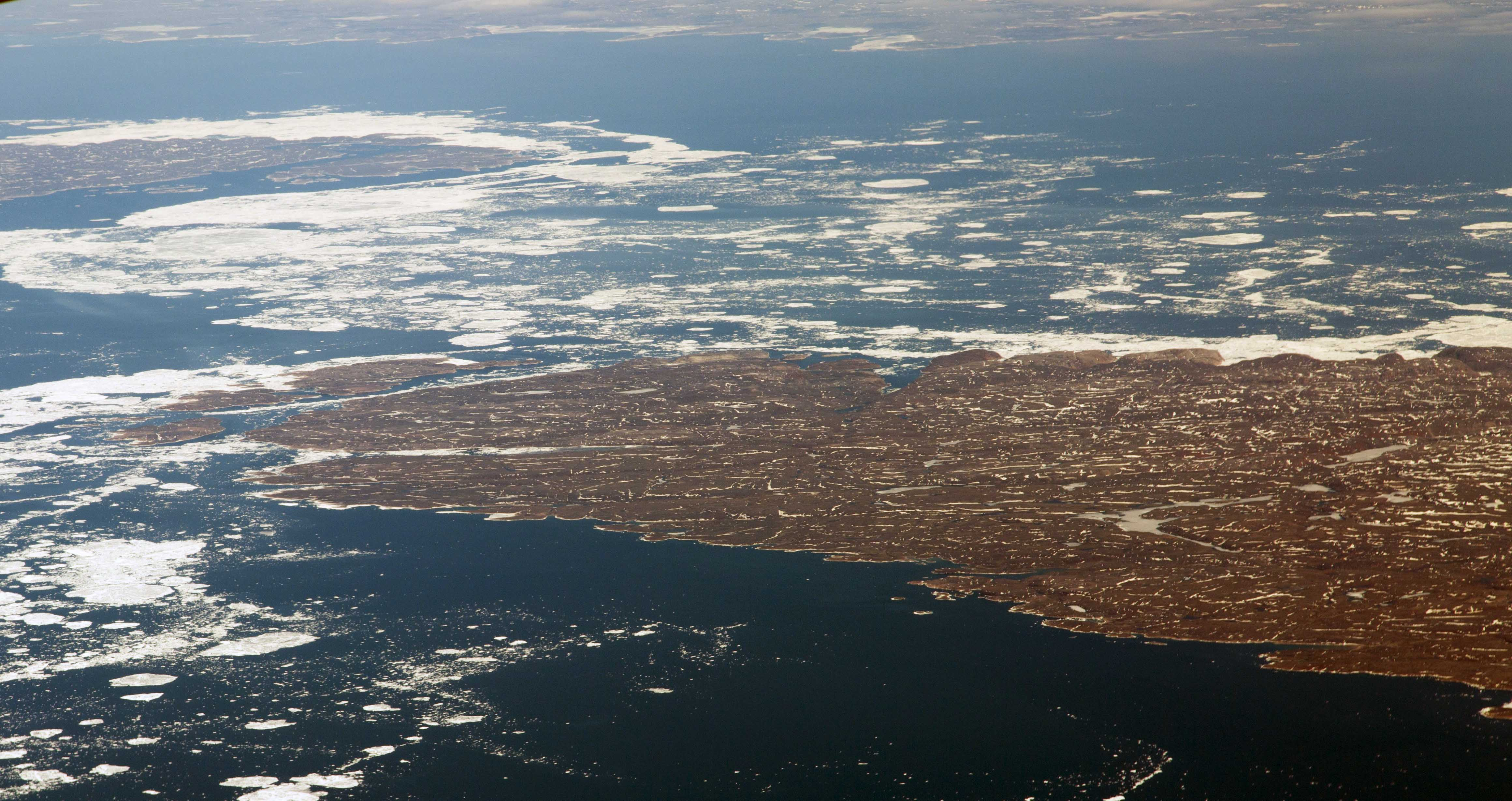
Isola di Salisbury

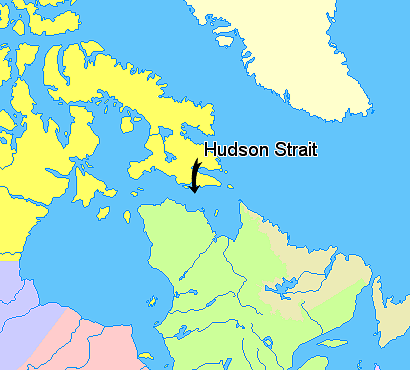
Posizione dello stretto di Hudson.

Lo stretto di Hudson (in inglese Hudson Strait: in francese: Détroit d'Hudson) è un braccio marino che collega il mare del Labrador, una sezione dell'Oceano Atlantico del nord, con la baia di Hudson e il bacino di Foxe.

## Geografia
Lo stretto di Hudson è delimitato a sud dalla penisola di Ungava, che è parte della penisola del Labrador. A nord è delimitato dalla costa meridionale dell'isola di Baffin. Il limite orientale, da cui lo stretto comunica con il mare del Labrador, è segnato dal capo Chidley a sud e dall'isola Resolution a nord. All'imbocco occidentale emergono le isole di Nottingham, Salisbury e Mill. Lo stretto ha una lunghezza di circa 800 km e una larghezza media di circa 150 km. La profondità massima è di 942 metri.
Lo stretto rimane in parte bloccato dai ghiacci in inverno ed è necessario l'uso dei rompighiaccio per permettere la navigazione.

## Storia
Nel 1578 Martin Frobisher penetrò nello stretto ma fu Henry Hudson che lo navigò, dopo esservi entrato il 25 giugno 1610, a bordo del Discovery, ritenendo di aver trovato il passaggio a nord-ovest.
Lo stretto è stato sin da allora una via di penetrazione privilegiata verso il Canada centrale e occidentale, ampiamente usata dalla Compagnia della Baia di Hudson a partire dal 1670.